# ワスレグサ
ワスレグサ（忘れ草、学名：Hemerocallis fulva）は、ワスレグサ属の多年草の一種。別名で、カンゾウ（萱草）ともよばれる。
広義にはワスレグサ属（別名キスゲ属、ヘメロカリス属）（Hemerocallis）のことを指し、その場合は、ニッコウキスゲ（H. dumortieri var. esculenta）などゼンテイカもユウスゲ（H. Baroni var. vespertina）もワスレグサに含まれる。また長崎の男女群島に自生するトウカンゾウ（H. aurantiaca）などもワスレグサと呼ばれる。
ワスレグサ（忘れ草）は、花が一日限りで終わると考えられたため、英語ではDaylily、独語でもTaglilieとよばれる。実際には翌日または翌々日に閉花するものも多い。中国では萱草と呼ばれ、「金針」、「忘憂草」などともよばれる。ムラサキ科のワスレナグサとは無関係である。日本の地方により、カツコ、カンゾウナ、ウユリ、ノカンピョウなどの別名でもよばれる。
日本には北海道から九州まで分布する。野原や田のあぜ、小川のほとり、道ばたなどのやや湿り気のある場所に群生する。葉は向かい合うようについて互生し、人の字を逆さにしたように扇形に開く。花期は夏で、花茎を1メートルくらいに伸ばして、ユリに似たオレンジ色の花を咲かせる。

## 分類
以下、参考までにゼンテイカ群（日光キスゲ、武蔵野キスゲ、蝦夷カンゾウ、姫カンゾウ、飛島カンゾウ）、トウカンゾウ以外でカンゾウと呼ばれているもの。種類は多く、代表的なものでは一重咲きのノカンゾウ、八重咲きのヤブカンゾウがある。外来種や園芸種もある。

### ヤブカンゾウ
- 和名 : ヤブカンゾウ（藪萱草[2]）
- 学名 : Hemerocallis fulva var. kwanso
- 原産 : 中国[4]
- 自生地 : 日本では北海道から九州まで分布しており、野原や山麓、薮などに群生する[4]。やや湿った場所を選んで生える[4]。
- 生態 : 多年草。3倍体のため結実せず、匍匐茎（ほふくけい、ランナー）を出して拡がる。
- 草丈 : 約80cm
- 葉 : 狭長。葉は利尿薬に、若芽は食用にできる[4]。
- 花 : 7月から8月に、茎頂にユリに似た八重咲きで橙赤色の花を次々に開く[3]。朝に開いて夕方にしぼむ一日花[4]。花と蕾は食用にでき、蕾が熱さましの生薬になる[4]。
- 根 : 黄色、末端は塊状である。葉と同様に薬用にする[4]。
- 別名 : ワスレグサ、カンゾウナ
- 有史以前に帰化した史前帰化植物とされており、さらに三倍体であることから国内の全個体が同一遺伝子（DNA）を保有しているクローン体とされている。新芽は茹でるとぬめりがあって美味しく、山菜として人気がある。同じ仲間のノカンゾウは芽吹きの段階ではヤブカンゾウとの識別が困難だが、同様に食べられる[5]。

### ノカンゾウ
- 和名 : ノカンゾウ（野萱草）

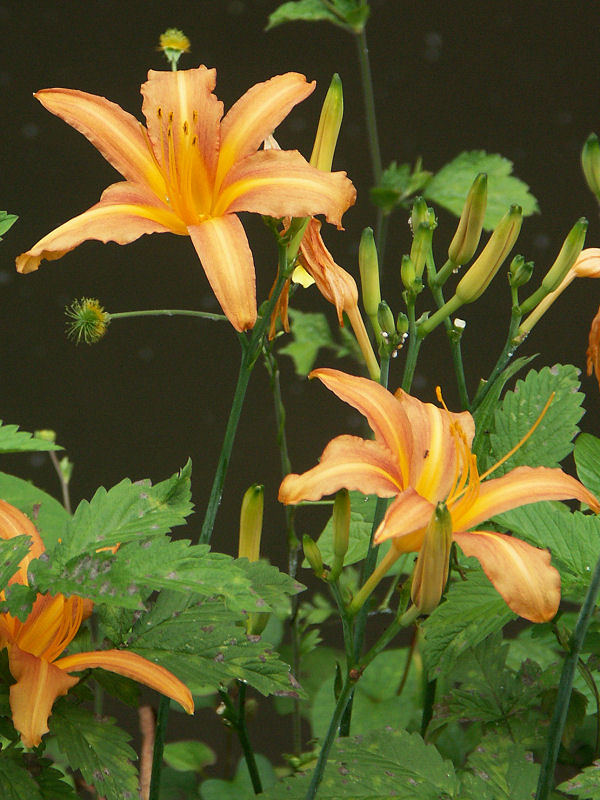
ノカンゾウの花

- 学名 : Hemerocallis fulva var. longituba
- 分布 : 中国原産[4]。中国、朝鮮半島、日本、サハリンに分布する。
- 自生地 : 日本では本州以南の原野などに群生する。
- 生態 : 多年草だが、冬季には地上部の葉が枯れる。
- 草丈 : 約80 cm。ヤブカンゾウに似るが、全体にはやや小さい[4]。
- 葉 : 狭長
- 花 : 7月から8月に、茎頂にユリに似た一重の橙赤色の6弁花を開く[3][4]。英名はDay Lilyで、その名のとおり、朝に開花したものは夕方にはしぼみ、夕方に開花したものは翌朝しぼむ。園芸品種としては白・黄・赤・橙・紫・赤紫・桃・黒褐色など多様な色がある[6]。花弁は6枚。開花直前の花を干して利尿・消炎薬とするほか、乾燥したものを水でもどして食用とする[6]。乾燥させた花が「ユリの花」として売られていた時代がある[6]。
- 根 : 黄色、末端は塊状である
- 別名 : ベニカンゾウ
- 若葉は柔らかく、ヌタなどにして食べることもできる。新芽はまるごと煮物やてんぷらに、ゆでて酢の物に、花はサラダなどに利用される[7]。

### ハマカンゾウ
- 和名 : ハマカンゾウ（浜萱草）

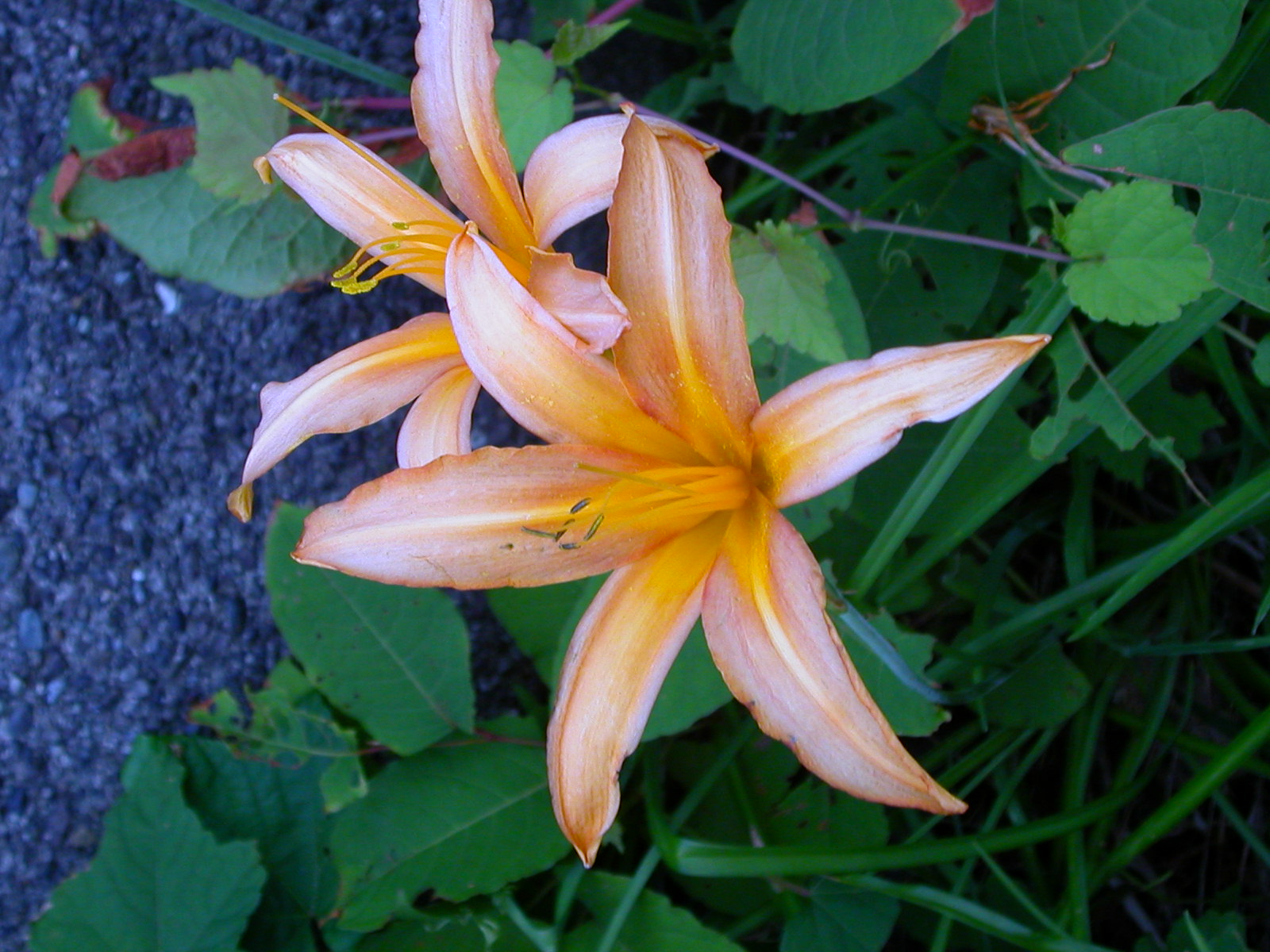
ハマカンゾウ Hemerocallis fulva var. littorea
静岡県松崎町付近

- 学名 : Hemerocallis fulva var. littorea
- 原産 :
- 自生地 : 日本では、暖地の海岸などに群生する。
- 生態 : ノカンゾウに似るが、自生地がほぼ海岸に限られることと、冬季にも地上部の葉が残ることで判別できる。
- 草丈 :
- 葉 : 狭長
- 花 : 他より遅咲きで、夏から初秋にかけ、ノカンゾウに似た花を開く。橙赤色で花弁は 6枚。

### その他
ニシノハマカンゾウ Hemerocallis fulva var. auranntiaca
花はノカンゾウに似る。日本では九州以南の海岸などに自生する。
アキノワスレグサ（別名トキワカンゾウ） Hemerocallis fulva var. sempervirens
花はノカンゾウに似る。常緑性。日本では九州南部および南西諸島に自生する。沖縄県での方言名はクワンソウ、クヮンソウ、カンソウ、グワンソウ、ガンショウ、クワンシヤー、ガンソウ、ハンソウ、フファンサ、ファンツァ、フファンツア、ニーブイグサ、ニーブイカンソウ、パンソー、カンゾーバナ、ウプンサ、ビラティなど。これらの大半は「萱草」が訛ったものである。注目すべきはニーブイグサ、ニーブイカンゾウと呼ぶ地域があることで、これは沖縄の方言で眠いの意である「ニーブイ」からきたもので、直訳すると眠り草と解釈できる。
沖縄においては伝統的農産物として栽培されており、野菜として用いられる他、成分であるオキシピナタニンによる睡眠改善効果をうたったサプリメントが作られている。白くて歯触りの良い茎を茹でて、和え物や煮込み料理に使う。
ホンカンゾウ Hemerocallis fulva var. fulva
日本では自生していない。
Hemerocallis fulva var. europaea

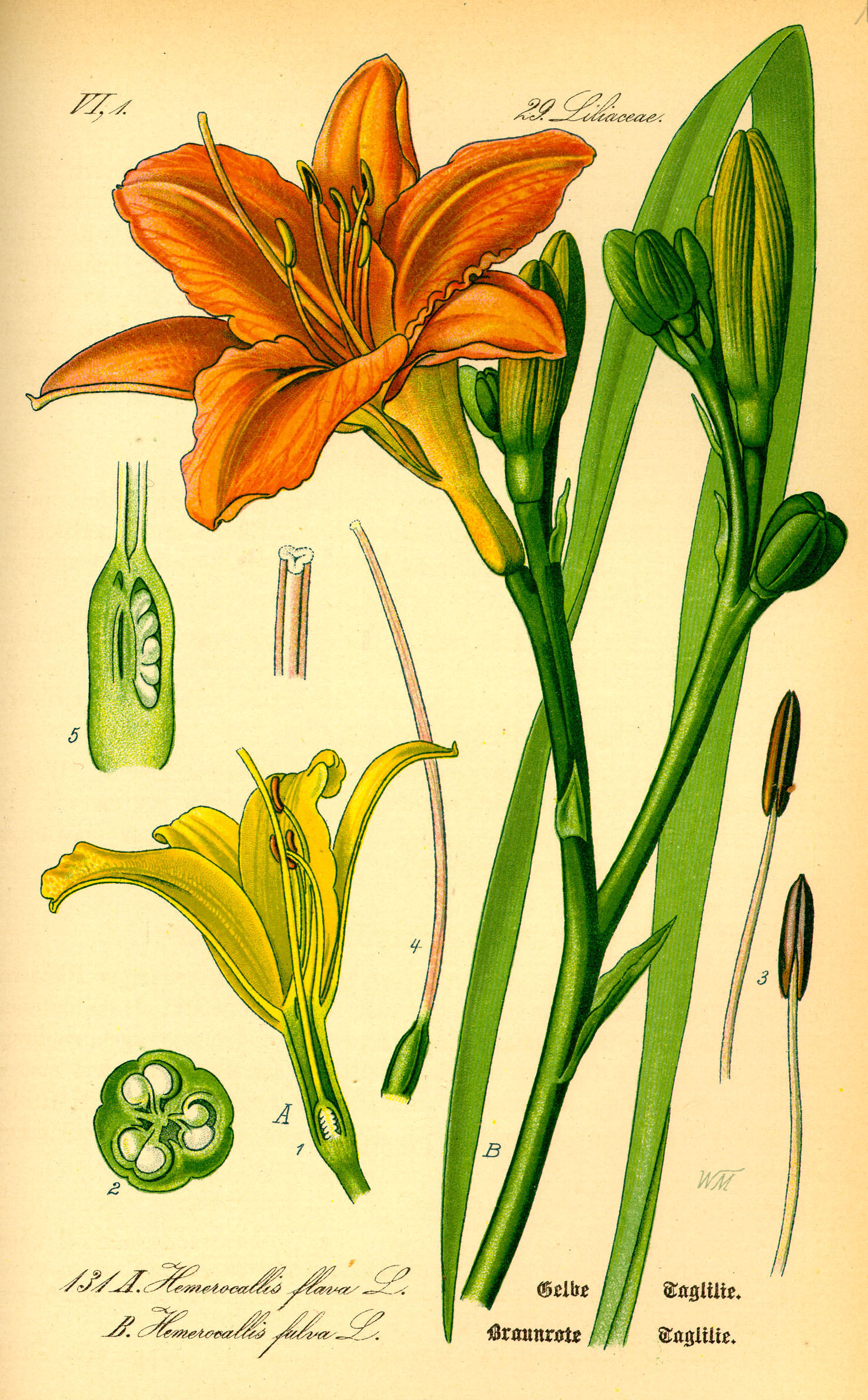
Hf var. fulva
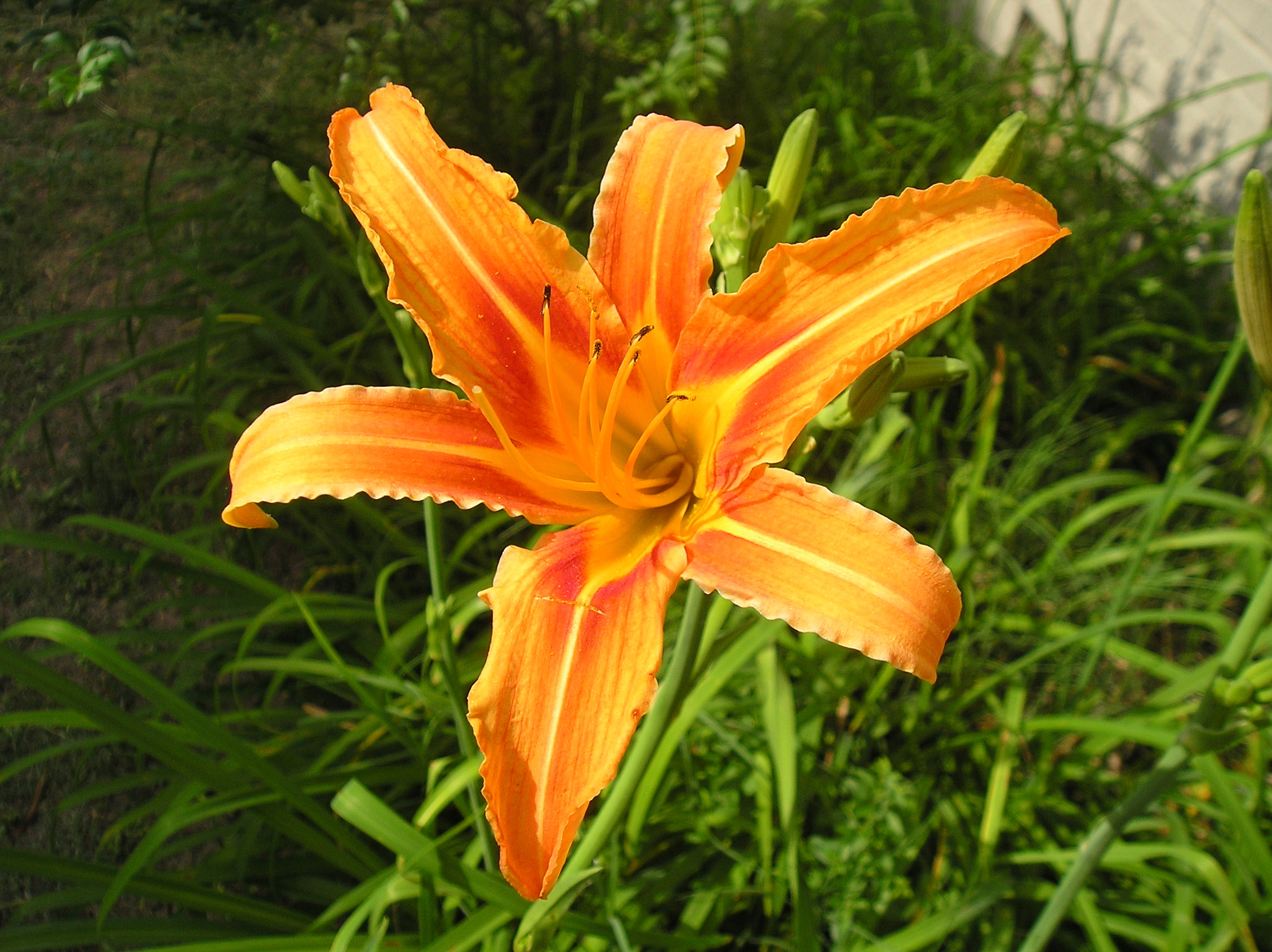
Hf var. europaea

## 人間とのかかわり

サポニンの分子構造。睡眠作用があるとして研究されている。

### 食用
ノカンゾウやヤブカンゾウの2月ごろから地上に出たばかりの若芽や、初夏から夏につく花蕾は食用できる。生長したものでも地中部の白い部分だけなら利用できる。若芽はスーパーマーケットの店頭で見かけるほど、身近な山菜となっている。灰汁やクセがなく、ほどよい甘味とぬめり、歯触りがある。花は1日でしぼむので、開いた花だけを摘んで利用する。
若葉（若芽）は軽く茹でて、おひたし、酢味噌和え、バター炒め、汁の実、天ぷらなどにして食べる。
花の蕾も食用され、茹でて酢の物、天ぷら、スープの具にして食べるほか、乾燥させて保存食（乾物）とする。中華料理では、主に「金針花」（チンチェンファ jīnzhēnhua）、「黄花菜」（ホワンホアツァイ huánghuācài）と称する花のつぼみの乾燥品を用い、水で戻して、スープの具にすることが多い。花をホワイトリカーに漬けて健康酒にもできる。

### 薬用
金針菜（きんしんさい）とよばれる中華料理の素材は、ヤブカンゾウの蕾を乾燥させたもので生薬にもなり、貧血や不眠症、不安症、熱さましなどに効果があるといわれている。沖縄県では不眠や精神安定に効果があるとして、クヮンソウ茶や、クヮンソウを用いたサプリメントも販売されている。熱さましに、1日量15グラム (g) の金針菜をコップ3杯の水で半量になるまで煎じて、食間3回に分けて服用する民間療法が知られる。
葉や根も秋に掘り上げて、水洗いして日干ししたものが生薬として使われ、民間薬になった。不眠症やむくみ取りの利尿薬として、根は1日量10 g、葉は20 gをコップ3杯の水で半量になるまで煎じて、食間に3回に分けて服用する民間療法が知られる。同音のカンゾウ（甘草）はマメ科の植物で、こちらは中国原産の薬用植物でよく知られているが、まったくの別種である。

### 観賞用
ノカンゾウの花は一重咲き、ヤブカンゾウは八重咲であるが、オレンジ色の花が美しいことから庭に植えて鑑賞もされている。

### 和歌
和歌では、夏の季語、および悲しいこと（忘れたいこと）があった心境を表す言葉として詠まれる。

## 外見が似ている毒草
外見、特に花の様子が非常によく似た植物にキツネノカミソリがある。キツネノカミソリは外用薬として使われることがあるが、リコリンなどの毒成分を含むため口に入れると中毒を起こすので注意したい。キツネノカミソリは他の雑草などが生い茂る時期になると葉を落とす習性があり、花期はちょうどそのような時期にあたるのでそれで区別ができる。蕾などを摘む際は花茎の根元を見て葉があるかを確認すると良い（株元に葉があるならカンゾウ類、無いならキツネノカミソリ）。ヤブカンゾウは主に日当たりの良い河原に生育し、採取時期には名前の通り、薮のように他の草が繁茂するような場所で花を咲かせる。一方、キツネノカミソリは、やや日陰を好み、蕾の下部に丸い膨らみがある場合が多い。いずれにせよ、花が咲けば判別は容易であるから、開花した株の蕾を採取するのが確実である。